# Spezielle Mineralogie
Die Spezielle Mineralogie ist derjenige Teilbereich der Mineralogie, der sich mit der Entdeckung, Beschreibung, Verbreitung, Untersuchung und Klassifikation einzelner Minerale beschäftigt.

## Untersuchungsgegenstand
Im Zentrum der Speziellen Mineralogie stehen einzelne Minerale oder Mineralgruppen. Nach der Entdeckung eines neuen Minerals wird dessen Kristallstruktur bestimmt. Anschließend entscheidet die International Mineralogical Association über die Anerkennung einer Substanz als Mineral. Später beschäftigt sich die Spezielle Mineralogie mit der Erforschung der Eigenschaften eines bestimmten Minerals und seinen kristallchemischen Beziehungen zu anderen Mineralen. Dabei untersucht sie die Bildung von Mischkristallen und die verschiedenen Modifikationen einer chemischen Verbindung, mit dem Ziel, Phasendiagramme zu erstellen.

## Untersuchungsmethoden
Kristallstrukturen werden mit der Röntgendiffraktometrie oder der Neutronenbeugung bestimmt. Für die Erstellung von Phasendiagrammen sind thermoanalytische Verfahren wie DSC, DTA oder TG von Bedeutung, wobei oft unter extremen Drücken und Temperaturen, z. B. in so genannten Tuttle-Bomben, gearbeitet wird.

## Teilbereiche
- Tonmineralogie
- Gemmologie